# Valle de Juárez (Michoacán)
Valle de Juárez, también llamada Jeráhuaro, es una localidad del estado mexicano de Michoacán. Es parte del municipio de Zinapécuaro.

## Toponimia
El nombre «Juárez» rinde homenaje a Benito Juárez, presidente de México durante la guerra de Reforma.

## Demografía
| Gráfica de evolución demográfica |
|                                  |

| Censo | Población |
| ----- | --------- |
| 1900  | 1206      |
| 1910  | 1171      |
| 1921  | 1242      |
| 1930  | 1067      |
| 1940  | 1289      |
| 1950  | 1877      |
| 1960  | 2045      |
| 1970  | 1880      |
| 1980  | 2051      |
| 1990  | 2858      |
| 2000  | 2794      |
| 2010  | 2822      |
| 2020  | 2965      |